# Dysdera silvatica
Dysdera silvatica là một loài nhện trong họ Dysderidae.
Loài này thuộc chi Dysdera. Dysdera silvatica được miêu tả năm 1981 bởi Schmidt.